# Psyche danieli
Psyche danieli är en fjärilsart som beskrevs av Leo Sieder 1958. Psyche danieli ingår i släktet Psyche och familjen säckspinnare. Inga underarter finns listade.